# Margin Call (film)
Margin Call è un film del 2011 scritto e diretto da J. C. Chandor ed interpretato da Kevin Spacey, Jeremy Irons, Zachary Quinto e Simon Baker.

## Trama
Le 24 ore di Sam, banchiere (direttore Global Markets) a Wall Street nel 2008, che vive un pesante conflitto interiore: non sa se condividere la scelta del suo amministratore delegato che è intenzionato a svendere tutti i titoli tossici (MBS) della società in modo da salvarla dal fallimento. Sam comprende che questa decisione potrebbe causare il conseguente tracollo di milioni di persone e devastare i mercati mondiali facendoli piombare in una delle più drammatiche crisi finanziarie del secolo.

## Titolo
Il termine margin call si riferisce a quei livelli di prezzo di un titolo ai quali scatta l'escussione di un collaterale (una garanzia, in genere in denaro) messo a garanzia di un finanziamento. Nel mercato finanziario spesso quando si compra un titolo l'acquirente non fornisce il completo valore del titolo ma solo una quota (per esempio il 10% del valore) e il denaro rimanente viene fornito tramite un finanziamento bancario. Se però il titolo si deprezza sotto la soglia di denaro fornita dall'acquirente (nell'esempio il 10%) il broker vende il titolo. L'acquirente perde il capitale investito ma il finanziamento bancario viene ripagato; è l'acquirente che sceglie di effettuare l'acquisto e quindi è l'unico che deve sopportare l'onere del rischio. Il termine margin call si riferisce alla chiamata (call) che il broker una volta effettuava per comunicare al cliente che il proprio margine (margin) è stato azzerato e che quindi o reintegra subito il margine con nuovo capitale oppure il broker avrebbe venduto il titolo in perdita. Oramai queste chiamate non vengono più eseguite dato che è tutto informatizzato, ma il termine è rimasto.

## Produzione
Il film si svolge nell'arco di 24 ore presso una banca d'investimento e si concentra sulla grande recessione.
La trama è incentrata sui meccanismi della creazione e diffusione dei cosiddetti mutui subprime, ovvero di quei titoli di finanza a reddito fisso prevalentemente legati al mercato immobiliare che hanno innescato la crisi 2008-2009. La lavorazione del film inizia il 21 giugno 2010 a New York City e viene girato nel distretto finanziario di Manhattan durante la metà dello stesso anno. La pellicola è stata presentata in concorso alla 61ª edizione del Festival internazionale del cinema di Berlino.

## Distribuzione
La distribuzione della pellicola è avvenuta nelle sale statunitensi il 21 ottobre 2011.

## Riconoscimenti
- 2012 - Premio Oscar
  - Nomination per la migliore sceneggiatura originale a J. C. Chandor
- 2011 - National Board of Review
  - Miglior regista esordiente a J. C. Chandor
- 2012 - Independent Spirit Awards
  - Miglior film d'esordio
  - Premio Robert Altman